# Mauro Bellone
Mauro Benildo Bellone (San Cristóbal, 3 luglio 1990) è un calciatore argentino, centrocampista del Villa Mitre.

## Carriera
Ha giocato nella seconda divisione argentina e nella prima divisione dei campionati argentino e cipriota.